# استراهینیا راشوویچ
استراهینیا راشوویچ (سیریلیک صربی: Страхиња Рашовић؛ زادهٔ ۹ مارس ۱۹۹۲) بازیکن واترپلو اهل صربستان است.